# ميلتون جي. دورهام
ميلتون جي. دورهام هو محامي وقاضي وسياسي أمريكي، ولد في 16 مايو 1824 في بيريفيل في الولايات المتحدة، وتوفي في 12 فبراير 1911 في ليكسينغتون في الولايات المتحدة. نشط حزبياً في الحزب الديمقراطي. وقد انتخب عضو مجلس النواب الأمريكي ‏.